# Batalha de Víðines
A Batalha de Víðines (islandês: Víðinesbardagi), foi travada entre as forças do bispo católico Gudmundur Arason e dos clãs Ásbirningar e Svínfellingar, por volta de 1208, em Víðines, no norte da Islândia.

As forças do bispo Guðmundur Arason saíram vitoriosos, tendo Kolbeinn Tumason - o líder dos Ásbirningar - morrido  na contenda.